# Vrtoče
Vrtoče är en ort i Bosnien och Hercegovina.   Den ligger i entiteten Federationen Bosnien och Hercegovina, i den västra delen av landet, 190 km väster om huvudstaden Sarajevo. Vrtoče ligger 661 meter över havet och antalet invånare är 188.
Terrängen runt Vrtoče är huvudsakligen kuperad, men åt sydost är den platt. Runt Vrtoče är det ganska tätbefolkat, med 93 invånare per kvadratkilometer.. Närmaste större samhälle är Orašac, 8,0 km väster om Vrtoče. 
Omgivningarna runt Vrtoče är en mosaik av jordbruksmark och naturlig växtlighet.